# Langanesbyggð
Langanesbyggð – gmina w północno-wschodniej Islandii, w regionie Norðurland eystra, położona na półwyspie Langanes (od którego wzięła swoją nazwę) oraz nad zatoką Bakkaflói. Gminę zamieszkuje blisko 500 osób (2018), z tego większość w siedzibie gminy Þórshöfn (352 mieszk.). Drugą co wielkości osadą jest Bakkafjörður (65 mieszk.).

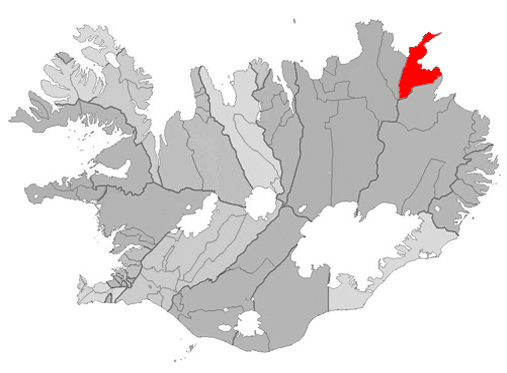
Położenie gminy Langanesbyggð na mapie administracyjnej kraju

Przez gminę przebiega droga nr 85, która łączy ją z położonym na południe miastem Vopnafjörður oraz drogą krajową nr 1. Natomiast w kierunku zachodnim wiedzie do Kópasker. W okolicy Þórshöfn działa port lotniczy Þórshöfn, z połączeniami do Akureyri i Vopnafjörður.
Gmina powstała w 2006 roku z połączenia gmin Þórshafnarhreppur i Skeggjastaðahreppur. Ta druga wchodziła wcześniej w skład regionu Austurland, stąd też wraz z połączeniem gmin doszło do zmiany granic regionu i włączenia jej do regionu Norðurland eystra.